# People's Instinctive Travels and the Paths of Rhythm
Albums de A Tribe Called Quest
The Low End Theory
(1991)
Singles
1. Bonita Applebum
Sortie : 5 juillet 1990
2. Can I Kick It?
Sortie : 29 octobre 1990
3. I Left My Wallet in El Segundo
Sortie : 1990

People's Instinctive Travels and the Paths of Rhythm est le premier album studio du groupe A Tribe Called Quest, sorti le 10 avril 1990.
L'album s'est classé 23e au Top R&B/Hip-Hop Albums et 91e au Billboard 200 et a été certifié disque d'or par la Recording Industry Association of America (RIAA) le 19 janvier 1996.
People's Instinctive Travels and the Paths of Rhythm n'a pas connu un grand succès commercial malgré les éloges de la critique. En effet, ce premier opus constitue un classique du rap américain, le magazine The Source l'a classé parmi les « 100 meilleurs albums de hip-hop ».
Les productions sont assurées par le DJ du groupe, Ali Shaheed Muhammad. Au micro c'est Q-Tip qui assure la plupart des prestations. Phife Dawg l'autre MC du groupe apparaît sur seulement quatre titres, il démontrera ses capacités sur le second album du groupe, The Low End Theory.
Le quatrième membre, Jarobi White, effectue sur plusieurs morceaux la transition vers un autre titre. Le second morceau de l'album, Luck of Lucien, est consacré au pionnier du rap français Lucien Révolucien.
Les sujets abordés dans cet album sont divers : le titre Description of a Fool aborde notamment les violences conjugales, le titre Bonita Applebum aborde la drague selon Q Tip, ou tout simplement le célèbre morceau Can I Kick It? est une démonstration des prouesses verbales de Q Tip et Phife Dawg.

## Liste des titres
| No  | Titre                                        | Contient un (des) sample(s) de | Durée |
| --- | -------------------------------------------- | --- | ----- |
| 1.  | Push It Along                                | Get Out My Life Woman des Leaves I'm Gonna Love You Just a Little More, Babe de Jimmy Smith Loran's Dance d'Idris Muhammad Thank You (Falettinme Be Mice Elf Agin) de Junior Mance Gonna Love You (Skit) de J. Smith Jagger the Dagger de Gene McDaniels | 7:42  |
| 2.  | Luck of Lucien (featuring Lucien Révolucien) | Forty Days de Billy Brooks All You Need Is Love des Beatles (La Marseillaise) | 4:32  |
| 3.  | After Hours                                  | Remember Who You Are de Sly and the Family Stone North Carolina de Les McCann Crap Game de Richard Pryor | 4:39  |
| 4.  | Footprints                                   | Sir Duke de Stevie Wonder Think Twice de Donald Byrd Walk Tall du Cannonball Adderley Quintet featuring Jesse Jackson | 4:00  |
| 5.  | I Left My Wallet in El Segundo               | Funky des Chambers Brothers Sueño des Young Rascals | 4:06  |
| 6.  | Pubic Enemy (featuring DJ Red Alert)         | Bounce, Rock, Skate, Roll de Vaughn Mason & Crew Pity For the Lonely de Luther Ingram Do the Funky Penguin de Rufus Thomas D'ya Like Scratchin de Malcolm McLaren Communications is Where It's At de Billy Baron | 3:45  |
| 7.  | Bonita Applebum                              | Daylight de RAMP Between the Sheets des Isley Brothers Slave to the Rhythm de Grace Jones Soul Virgo du Cannonball Adderley Quintet No Deposit, No Return de Roy Ayers et Wayne Henderson Fool Yourself de Little Feat Memory Band de Rotary Connection Why? de Carly Simon | 3:50  |
| 8.  | Can I Kick It?                               | Walk on the Wild Side de Lou Reed Sun Shower du Dr. Buzzard's Original Savannah Band What a Waste de Ian Dury and the Blockheads Spinning Wheel de Dr. Lonnie Smith Fried Okra de Charles Wright & the Watts 103rd Street Rhythm Band Soul Con-certo de Charles Wright & the Watts 103rd Street Rhythm Band The Way You Do the Things You Do de David Porter You Sexy Thing de Hot Chocolate Hard Times de Baby Huey | 4:11  |
| 9.  | Youthful Expression                          | Inner City Blues de Reuben Wilson | 4:52  |
| 10. | Rhythm (Devoted to the Art of Moving Butts)  | Get Off Your Ass and Jam de Funkadelic | 4:01  |
| 11. | Mr. Muhammad                                 | Brazilian Rhyme (Interlude) de Earth, Wind & Fire Electric Frog Pt 1 de Kool and the Gang Vertical Invader de Weather Report | 3:33  |
| 12. | Ham 'n' Eggs                                 | Nappy Dugout de Funkadelic We've Got to Find a Way Back to Love de Freda Payne | 5:27  |
| 13. | Go Ahead in the Rain                         | Rainy Day, Dream Away de Jimi Hendrix Classic Funke de Brother Jack McDuff Slide de Slave Joy and Pain de Maze | 3:54  |
| 14. | Description of a Fool                        | Running Away de Roy Ayers Running Away de Sly and the Family Stone Still Good-Still Like It de B.T. Express | 5:41  |